# Музей на Луи Куперус
Музеят „Луи Куперус“ е музей, разположен в квартал Арчпилббурт в Хага, Нидерландия. Той е посветен на живота и работа на Бел епок твореца Луи Куперус.

## Местоположение
Музеят е открит през 1996 г. от Каролина де Ветенхолз, доведена дъщеря на Алберт Фогел (1924-1982), биограф на Куперус, като се помещава в бивша арт галерия. Разположението на музея е на пешеходно разстояние от няколко места, в които Луи Куперус е живял:
- Mauritskade, където е роден през 1863 г.
- Nassauplein 4, резиденция, която е използвана от семейство Куперус от 1878 до 1893 г. Тук е мястото, където Куперус пише поемата, която е част от дебютната му антология Een lent van vaerzen.
- Surinamestraat 20, където той пише дебютния си роман Eline Vere. След това къщата е използвана от автора, адвокат и политик Конрад Теодор ван Девентер. Стартирана е инициатива за преместването на музея в тази къща, но тя пропада, тъй като Фондация Couperushuis Surinamestraat не успява да събере необходимите средства да закупи имота. Къщата продължава да се продава. Разрешение за поставяне на паметна плоча на къщата не е предоставено.[1]

## Музеят
Музеят притежава множество предмети, свързани с Луи Куперус, като ръкописи и лични вещи. Стаите са стилистично проектирани, за да създадат впечатление както биха се намирали по времето на Куперус. Части от експозицията са бюрото на Луи Куперус, портрет на баща му Йон Рик Куперус. Два пъти годишно музеят организира изложби на теми, свързани с работата или живота на Куперус. В допълнение към тези тематични изложби, музеят организира пешеходни обиколки на местата, които имат значение в живота и творчеството на Купериус, като къщите, където са живели герои от романите му.